# Azucarella weyrauchi
Genre
Espèce
Azucarella weyrauchi, unique représentant du genre Azucarella, est une espèce d'opilions eupnois de la famille des Sclerosomatidae.

## Distribution
Cette espèce est endémique du Pérou.

## Description
Le mâle holotype mesure 3 mm et la femelle paratype 5 mm.

## Étymologie
Cette espèce est nommée en l'honneur de Wolfgang Karl Weyrauch (1907-1970).

## Publication originale
- Roewer, 1959 : « Neotropische Arachnida Arthrogastra zumeist aus Peru, IV. » Senckenbergiana biologica, vol. 40, p. 69–87.